# Lethaia
Lethaia is een internationaal, aan collegiale toetsing onderworpen wetenschappelijk tijdschrift op het gebied van de paleontologie. Het wordt uitgegeven door Wiley-Blackwell en verschijnt 4 keer per jaar. Het eerste nummer verscheen in 1968.